# سو مونرو
سو مونرو (بالإنجليزية: Sue Monroe)‏ هي مقدمة تلفزيونية وممثلة بريطانية، ولدت في 13 سبتمبر 1974 في لندن في المملكة المتحدة.